# Гапоно-Мечетне
Гапо́но-Мече́тне — село в Україні, у Синельниківському районі Дніпропетровської області. Входить до складу Покровської селищної громади. Населення становить 2 особи. Орган місцевого самоврядування — Покровська селищна рада.

## Географія
Село Гапоно-Мечетне знаходиться за 3,5 км від правого берега річки Вовча. По селу протікає пересихаючий струмок з загатами, вище за течією якого на відстані 0,5 км розташоване село Мечетне, нижче за течією на відстані 3,5 км розташоване селище Покровське. Поруч проходить автомобільна дорога Н15 і залізниця, станція Мечетна за 8 км.

## Історія
1925 — дата заснування.
Виникло з двох невеликих поселень в балках Мечетній та Гапоновій. Балки були заселені в 1921 році.
12 червня 2020 року, відповідно до розпорядження Кабінету Міністрів України № 709-р від «Про визначення адміністративних центрів та затвердження територій територіальних громад Дніпропетровської області», увійшло до складу Покровської селищної громади.
19 липня 2020 року, в результаті адміністративно-територіальної реформи і ліквідації Покровського району, село увійшло до складу новоутвореного Синельниківського району.
Балка Мечетна отримала назву від залишків руїн мечеті, а Гапонова — від першого поселенця в ній, селянина на ім'я Гапон. Гапон — це ім'я похідне, або змінене в місцевій говірці Агафон (Агафон — Агапон — Гапон).

## Населення

### Мова
Розподіл населення за рідною мовою за даними перепису 2001 року:
| Мова       | Кількість | Відсоток |
| ---------- | --------- | -------- |
| українська | 2         | 100%     |